# Alfréd Radok
Alfréd Radok (17. prosince 1914 Koloděje nad Lužnicí – 22. dubna 1976 Vídeň) byl český režisér a zakladatel Laterny magiky.

## Mládí, divadelní začátky
Narodil se v Kolodějích nad Lužnicí (rodiče Viktor a Olga), kde byl v tamní synagoze 3. ledna 1915 obřezán Friedrichem Sternem a dostal své jméno.
Při pražských studiích mu velice imponovalo moderní divadlo v podání E. F. Buriana a jeho souboru. Po nuceném útěku před gestapem z Prahy se dostává do Valašského Meziříčí, kde založil při sokolské organizaci divadelní soubor Mladá scéna, se kterou inscenoval představení Král Lávra. Již tehdy s ním spolupracoval jeho mladší bratr Emil, pozdější spolutvůrce Laterny Magiky. Václav Kašlík, přední pražský režisér, který na toto představení přijal pozvání, zprostředkoval Radokovi místo asistenta režie v divadle E. F. Buriana, tehdejším D41. Alfréd Radok se tak přes hrozící nebezpečí vrátil do gestapem obsazené Prahy.
Po zatčení E. F. Buriana v březnu 1941 došlo k rozpuštění divadla a Radok, stejně jako většina členů souboru, přešel do Městských divadel pražských, která získala z rozhodnutí Zemského úřadu sál jako svoji pobočnou scénu pod názvem Městské divadlo Na Poříčí. V tomto divadle připravil Alfréd Radok inscenaci Mahenovy hry s filmovou projekcí Mezi dvěma bouřkami, jejíž fotografie z natáčení a svitky negativů si později označil ve svém archivu jako „První Laterna magika.“ K uvedení představení nakonec nedošlo, „důvodem“ byl židovský původ Alfréda Radoka.
Následně byl ze stejných důvodů nucen ukončit svou práci v divadlech v Brně, Plzni a v Divadle na Vinohradech. V Městském divadle v Plzni poprvé profesionálně režíroval pod jménem Vladimír Bureš Ostrov velké lásky Fráni Šrámka (1942). Pod stejným pseudonymem uvedl v září 1942 na plzeňskou scénu Goldoniho Benátskou maškarádu v úpravě Miloše Hlávky.
V září 1944 byl odvezen do internačního tábora v Klettendorfu u Vratislavi, odkud v lednu 1945 uprchl.

## Činnost po válce
Po osvobození v roce 1945 nastoupil Alfréd Radok do Divadla 5. května , kde působil jak v činohře, tak v opeře a odešel před začátkem sezóny 1947/1948. V opeře Divadla 5. května se poprvé v roce 1946 pracovně setkal s výtvarníkem Josefem Svobodou a společnou inscenací opery Hoffmannovy povídky začala jejich více než dvacetiletá spolupráce. Ta byla přerušena pouze v letech 1960–1965, kdy Alfréd Radok působil v Městských divadlech pražských a tam spolupracoval se scénografem Ladislavem Vychodilem. Spolupráce s Josefem Svobodou byla ukončena v roce 1968 Radokovou emigrací. V roce 1946 pro umělecké neshody z Divadla 5. května odchází, aby následně nastoupil do Divadla Satiry. Od roku 1947 pohostinsky režíroval v Národním divadle.
V roce 1948 natočil svůj první film Daleká cesta o pronásledování Židů. Pro Radoka to bylo velmi citlivé téma, kterým se chtěl vypořádat se svou osobní zkušeností. Film měl v zahraničí velký úspěch a získal řadu ocenění. V Československu byl téměř ihned po premiéře stažen z distribuce, opět z důvodů rasového pronásledování, tedy „nevhodné“ tematiky. (V pražských kinech byl promítán od roku 1954.) Druhý Radokův film Divotvorný klobouk, který natočil v roce 1951, nebyl nakonec „doporučen“ k promítání, tedy neprošel cenzurou. (V pražských kinech promítán od roku 1953.) Poté byl autor propuštěn ze Státního filmu, kde v té době působil.
Jediné divadlo, které bylo ochotno Radoka následně zaměstnat, bylo Vesnické divadlo, kde setrval až do svého nástupu do Národního divadla v roce 1956, za tzv. „tání“. Zde režíroval celou řadu úspěšných představení, která zásadně ovlivnila českou kulturu šedesátých let. V roce 1956 natočil Radok první český televizní film V pasti. V témže roce také natočil svůj poslední film Dědeček automobil, který měl velký ohlas jak v Československu, tak v zahraničí. V roce 1957 byl Alfréd Radok jmenován uměleckým vedoucím pořadů v československém pavilonu na Světové výstavě v Bruselu v roce 1958, a tím začala jeho éra spojená s Laternou magikou.

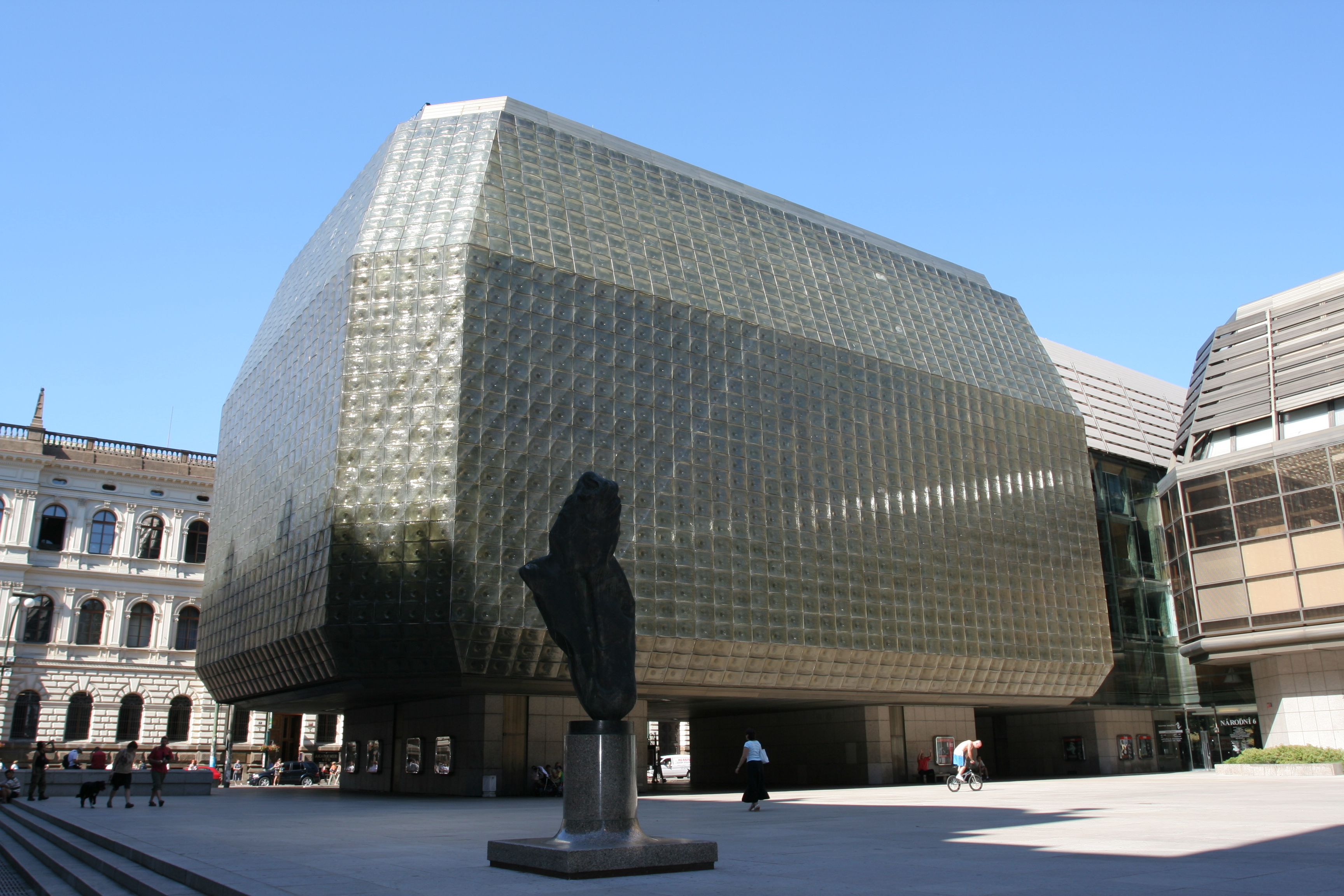
Budova nové scény Národního divadla, sídlo Laterny Magiky

Život Alfréda Radoka byl plný nečekaných zvratů. Po období naplněných usilovnou prací a zaslouženým úspěchem přicházelo velmi často zklamání ve formě vynucených odchodů z „etnických“, tedy „rasových“, a později „politických“ důvodů. Radokův osud spojený s Laternou magikou je toho typickým příkladem. Po obrovském celosvětovém úspěchu Laterny magiky v roce na Expo 58 v Bruselu a následném založení samostatného divadla v Praze přišel nečekaný zvrat, jehož podnětem byla část Otvírání studánek do druhého programu divadla. Dne 5. května 1960 byl Alfréd Radok zbaven funkce uměleckého vedoucího, 5. července byl zbaven funkce šéfrežiséra a 17. července mu bylo oznámeno, že 30. září končí v Laterně magice jeho pracovní poměr. Ještě na konci tohoto roku nastoupil Alfréd Radok znovu do Městských divadel pražských, kde setrval až do roku 1965, poté nastoupil již potřetí jako režisér do Národního divadla.

## Emigrace
Dne 28. srpna 1968 emigroval Alfréd Radok s ženou a dětmi do Švédska, kde měl v tu dobu domluvenu pohostinskou režii v Göteborgu, který se stal následně jeho druhým domovem. Zemřel ve Vídni, kam přijel režírovat do Burgtheateru dvě aktovky Václava Havla.

## Ocenění
V roce 1991 byl vyznamenán řádem T. G. Masaryka III. stupně in memoriam. Prestižní české divadelní ceny nesou jeho jméno – Ceny Alfréda Radoka.

## Rodina
S manželkou a spolupracovnicí Marií (1922–2003), měli syna Davida, který je režisérem, a dceru Barbaru. Jeho bratr Emil Radok (1918–1994) byl také režisérem a Alfrédovým spolupracovníkem.

## Citát
| „              | Já jsem do bližšího osobního kontaktu s Městskými divadly pražskými přišel až tehdy, kdy mě přizval ke spolupráci Alfréd Radok. Ačkoliv jsem byl asistentem režie jen u některých jeho inscenací, zval mne na další jako mladšího přítele. Radok se vždycky pokoušel dostat z herců cosi víc, něco, čeho se jim v jiných inscenacích nedostávalo. A byl nesmírně citlivý na to, aby herci dobře dýchali, aby správně frázovali, aby se v jejich projevu neobjevovaly podivné falešné intonace, které jsou jen výsledkem návyku anebo jsou způsobeny tím, že herci neumějí správně dýchat. | “ |
| — Václav Havel | |   |

## Divadelní režie, výběr
- 1942 pod pseudonymem Vladimír Bureš, Fráňa Šrámek: Ostrov velké lásky, Městské divadlo v Plzni (dnes Divadlo J. K. Tyla)
- 1942 pod krycím jménem Vladimír Bureš, Miloš Hlávka: Benátská maškaráda, Městské divadlo v Plzni (dnes Divadlo J. K. Tyla)
- 1945 A. Radok: Vesnice žen, Divadlo 5. května
- 1945 Franz Lehár: Veselá vdova (opera), Divadlo 5. května
- 1946 Jacques Offenbach: Hoffmannovy povídky (opera), Divadlo 5. května
- 1946 Guy de Maupassant, F. Hochwälder: Tlustý anděl z Rouenu, Divadlo 5. května
- 1946 Maxim Gorkij: Vassa Železnovová, Divadlo 5. května
- 1947 Maurice Maeterlinck: Starosta stilmondský, Divadlo 5. května
- 1948 L. Hellmanová: Lištičky, Tylovo divadlo v Praze (dnes Stavovské divadlo)
- 1954 Karel Čapek: Loupežník, Tylovo divadlo v Praze (dnes Stavovské divadlo)
- 1955 Hedda Zinnerová: Ďábelský kruh, Tylovo divadlo v Praze (dnes Stavovské divadlo)
- 1957 L. M. Leonov: Zlatý kočár, Tylovo divadlo v Praze (dnes Stavovské divadlo)
- 1957 John Osborne: Komik, Tylovo divadlo v Praze (dnes Stavovské divadlo)
- 1964 Romain Rolland: Hra o lásce a smrti, Městská divadla pražská (na scéně Komorního divadla)
- 1968 James Saunders: Vůně květin, Tylovo divadlo v Praze (dnes Stavovské divadlo)

## Filmografie
- 1947 Parohy (režie)
- 1948 Daleká cesta (scénář, režie)
- 1948 Divotvorný klobouk (scénář, režie)
- 1956 V pasti (TV inscenace, scénář, režie)
- 1956 Dědeček automobil (režie)
- 1960 Laterna magika II. (námět, scénář, režie)
- 1964 Parohy (scénář)
- 1964 Šach mat (TV inscenace, scénář, režie)
- 1964 Podivné příběhy pana Pimpipána (TV divadelní představení, divadelní režie)

## Rozhlasové režie
- 1955 Miguel de Cervantes y Saavedra: Lišák Pedro[12]